# Bani Basu

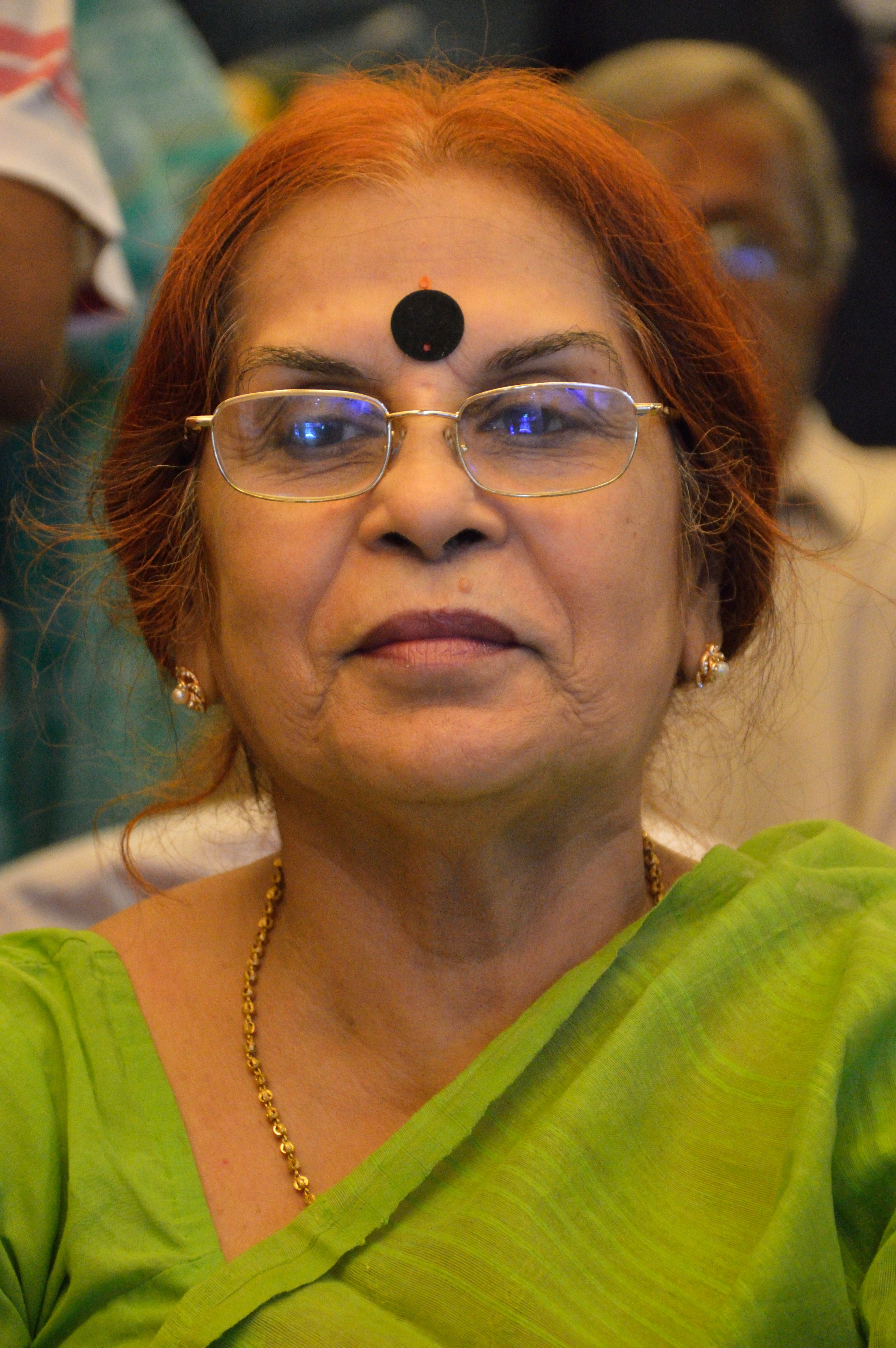
Bani Basu (2015)

Bani Basu (bengalisch বাণী বসু, geboren am 11. März 1939 in Kalkutta, damals Britisch-Indien, heute Westbengalen, Indien) ist eine indische Autorin, die auf Bengalisch schreibt. Sie ist vor allem für ihre Romane bekannt, schreibt aber auch Kurzgeschichten, Essays und Lyrik. Ihre Texte wurden mehrfach verfilmt und als Grundlage für Fernsehserien verwendet. Sie wurde wiederholt für ihre Werke ausgezeichnet, unter anderem 2010 mit dem Sahitya Akademi Award.

## Leben und Werk
Bani Basu wurde noch zur Kolonialzeit in Kalkutta geboren. Sie studierte Englische Sprache an der University of Calcutta. Nach ihrem Masterabschluss lehrte sie am Bijoy Krishna Girls College in Haora.
Bani Basus Karriere als Autorin in Zeitschriften begann in den 1970er Jahren.  Ihr erster Roman Janmabhoomi Matribhoomi wurde 1987 veröffentlicht. Ihre Geschichten, die meist im zeitgenössischen Bengalen spielen, geben Einblicke in die Gesellschaft von Westbengalen in dieser Zeit. Ihre Fähigkeit historischen und gesellschaftlichen Zusammenhängen nachzuspüren wird insbesondere in ihrem Roman Maitreya Jataka gelobt. Sie verwendet in diesem Roman auch immer wieder stilisierte Sprachelemente. Gleichzeitig experimentiert sie mit Erzählstilen und gilt als hochkreative Autorin. In ihren Büchern greift sie ein breites Spektrum von Themen auf von Geschlecht und sexueller Orientierung über Geschichte, Mythologie, Psychologie und Musik bis hin zum Übernatürlichen. Die Autorin erhielt eine Reihe von bedeutenden indischen Literaturpreisen, z. B. 1991 den Tara Shankar Award, 1997 den Shiromani Purashkar, 1998 den Ananda Purashkar, 2003 den Katha Award und 2010 den Sahitya Akademi Award.
Neben ihrem eigenen Schreiben ist Bani Basu auch als Literaturkritikerin und Übersetzerin aktiv. Unter anderem übersetze sie Werke von Somerset Maugham und D. H. Lawrence ins Bengalische.

## Veröffentlichungen (Auswahl)
- Swet Pātharer Thālā. 1990 (engl. 2020 A plate of white marble. ISBN 978-93-89136-56-2)
- Gāndharbi (1993)
- Mohanā (1993)
- Ekushe Pā (1994)
- Maitreya Jātak (1999)
- Upanyās Panchak (1999)
- Ashtam Garbha (2000)
- Antarghāt (engl. 2002 als The Enemy within. ISBN 978-81-250-1668-7)
- Pancham Purush
- Khanamihirer Dhipi (2009)
- Kharap Chele
- Meyeli Addar Halchal

## Verfilmungen und Fernsehadaptionen
- Swet Patherer Thala (Film)
- Gandharvi (Film and Fernsehserie)
- Ekushe Pa (Fernsehserie)
- Nandita (Fernsehfilm)
- Mrs Gupta Ra (Fernsehfilm)
- Jakhan Chand (Fernsehfilm)
- Bhab Murti (Fernsehfilm)
- Balleygunge Court (Fernsehfilm)
- Shakhambherir Dwip (Fernsehserie)
- Amrita (Fernsehserie)